# Man walking to the sky

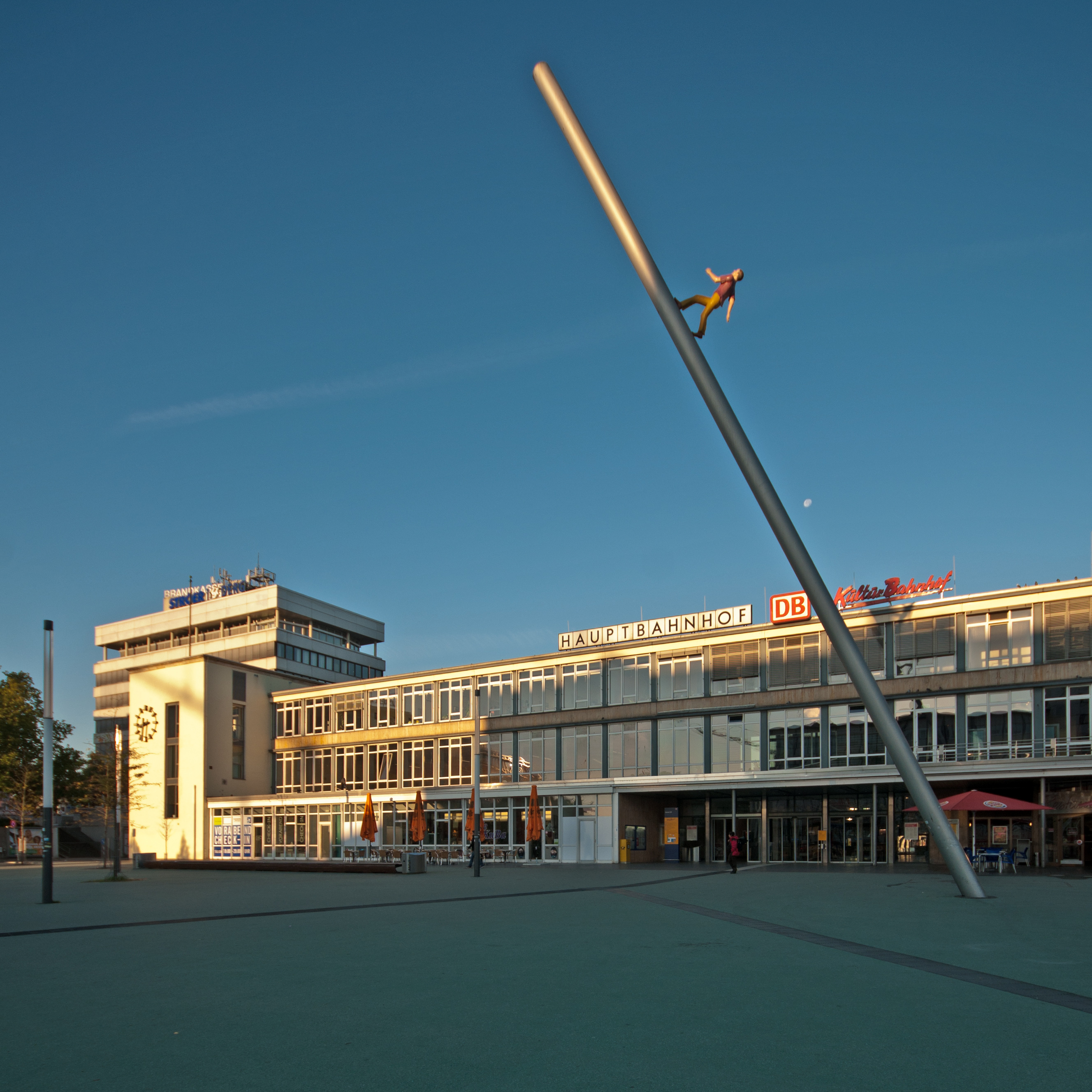
„Himmelsstürmer“ vor dem Kasseler Hauptbahnhof

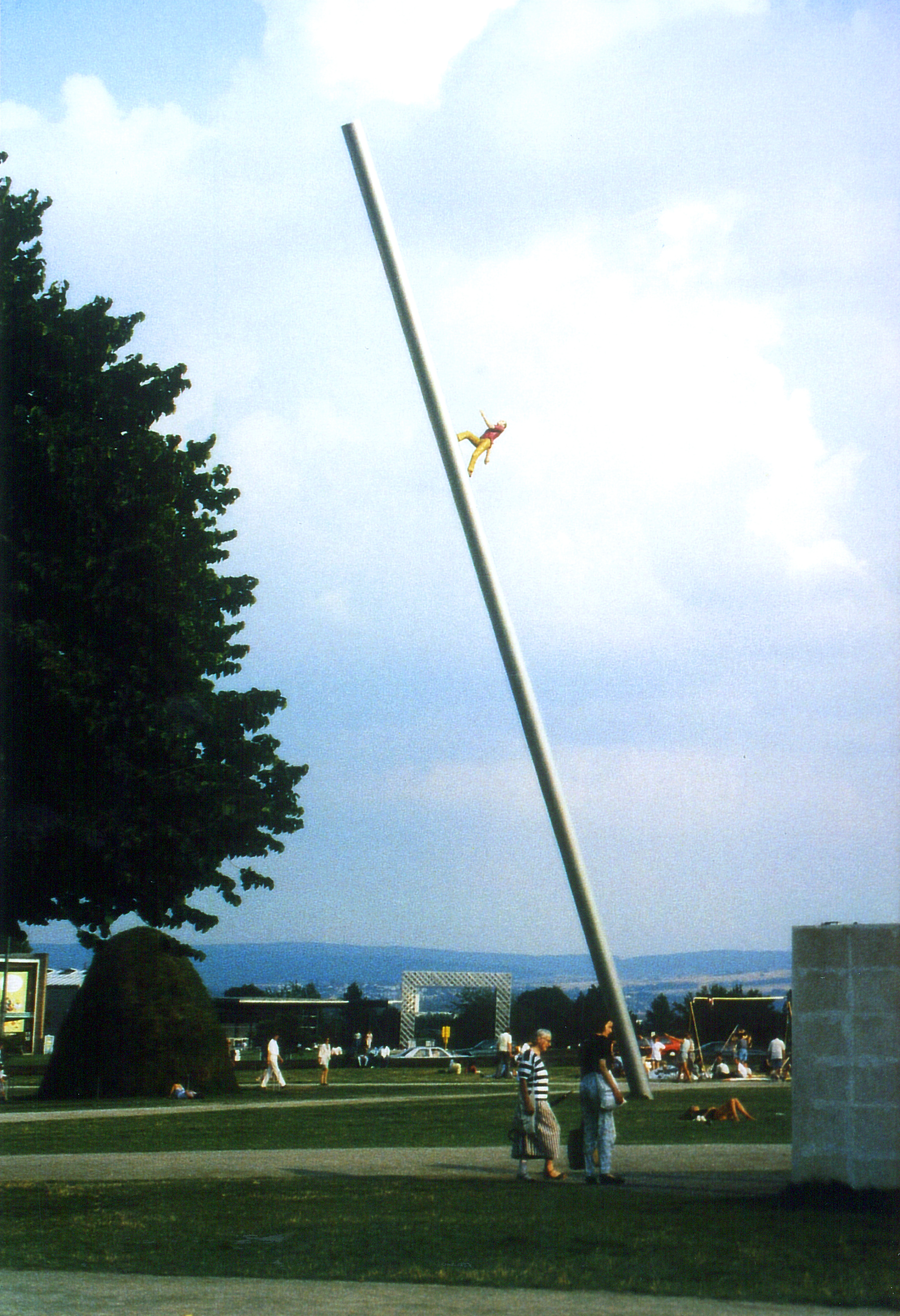
„Man walking to the Sky“ 1992 auf dem Friedrichsplatz

Man walking to the sky (Himmelsstürmer) ist eine Skulptur des US-amerikanischen Künstlers Jonathan Borofsky. Die Figur steht auf dem Vorplatz des Kulturbahnhofs Kassel. Der „Himmelsstürmer“, wie die Skulptur von den Kasseler Bürgern genannt wird, wurde von Borofsky für die documenta IX 1992 entworfen. Die Herstellungskosten beliefen sich auf etwa 70.000 D-Mark.
Das Kunstwerk besteht aus einem Stahlrohr von 25 Metern Höhe und 50 Zentimetern Durchmesser, das mit einem Neigungswinkel von 63° aufgestellt ist. Ungefähr am Beginn des letzten Drittels der Röhre ist eine bemalte Fiberglasfigur befestigt, die einen mit sicheren Schritten zügig himmelwärts gehenden Mann darstellt. Er trägt ein violettes T-Shirt und eine gelbe Hose.
Während der documenta IX stand die Skulptur auf dem Friedrichsplatz. Die Stadt Kassel kaufte die Figur nach Ende der Ausstellung an, da sie bei den Kasseler Bürgern sehr viel Anklang fand. Für sie symbolisierte die Figur eine positive, aufwärtsstrebende Entwicklung ihrer Stadt. Der Kaufpreis von 690.000 D-Mark wurde durch Spenden finanziert. Kurzzeitig stand der Himmelsstürmer auf dem Platz der Deutschen Einheit im Stadtteil Unterneustadt, bevor er auf seinem heutigen Platz vor dem Kulturbahnhof aufgestellt wurde.
Nach der Umplatzierung der Skulptur durch die Stadt Kassel meinte Borofsky, dass der Himmelsstürmer nach seiner Ansicht besser in einem Park auf einer Anhöhe aufgestellt werden sollte, äußerte aber gleichzeitig Verständnis für den Wunsch, sie an einem Ort innerhalb der Stadt mit viel Publikumsverkehr haben zu wollen.
Das gleichartig gestaltete weibliche Gegenstück Woman walking to the sky steht in Straßburg.

## Bilder

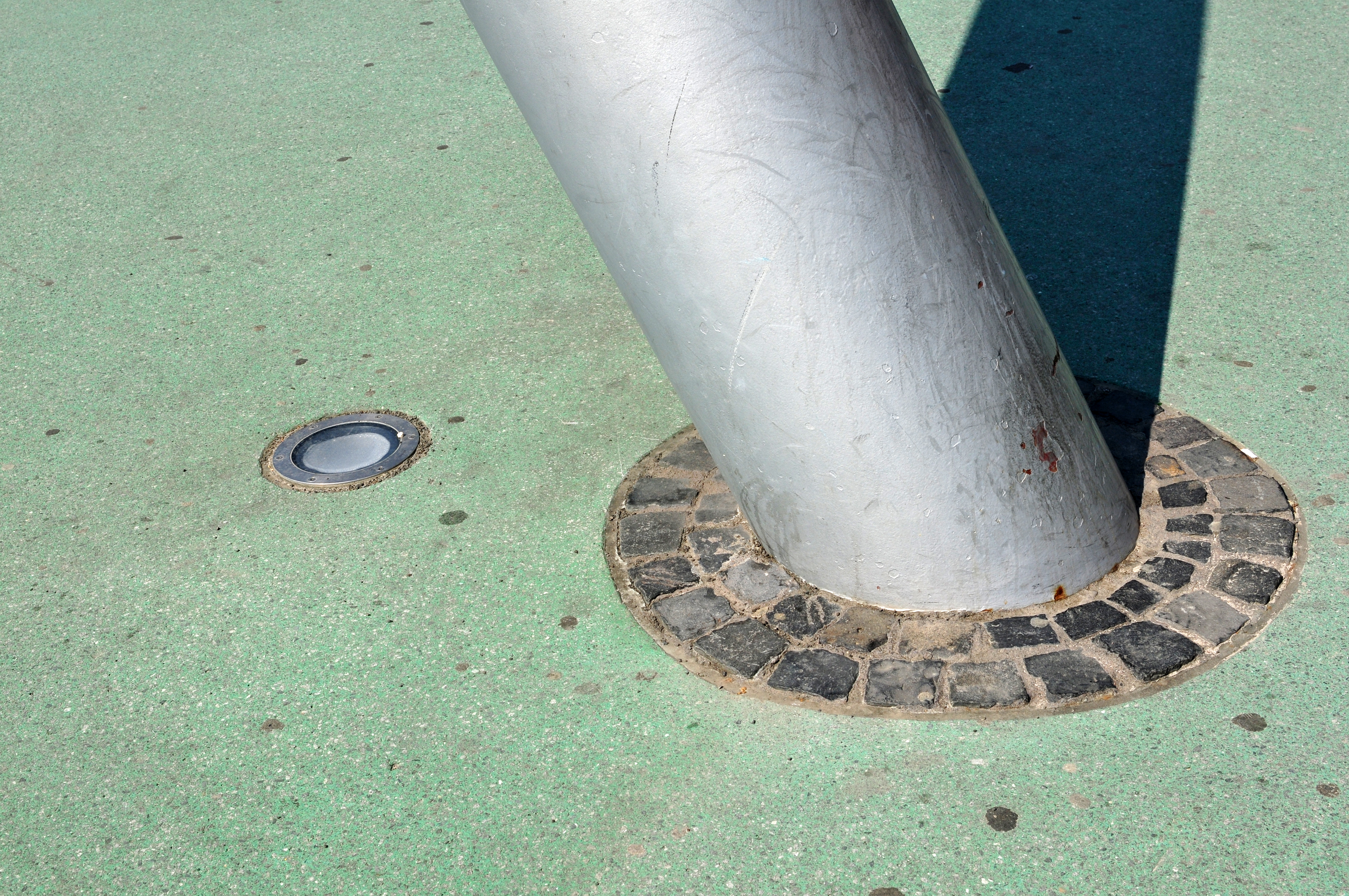
Fuß der Statue 2015
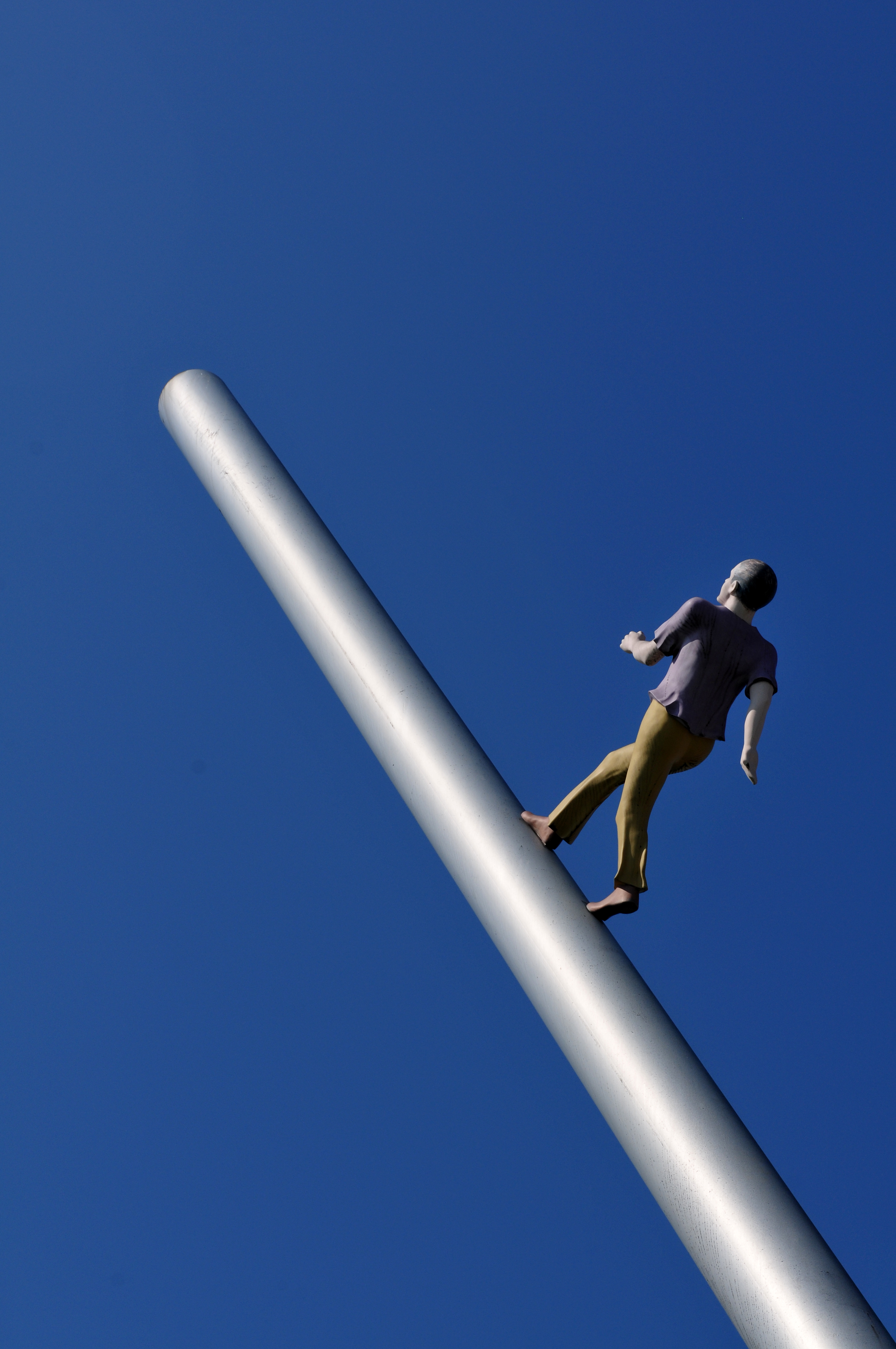
Detail
Gesamter Bahnhofsvorplatz